# Suzuki's RM 250 Motocross
Suzuki's RM 250 Motocross (también conocido como simplemente Motocross) es un videojuego de carreras de 1989 desarrollado por Dynamix y publicado por Gamestar para MS-DOS. Las carreras se llevan a cabo exclusivamente en pistas de supercross del Campeonato de Supercross AMA en estadios artificiales.

## Jugabilidad
El juego consta de una temporada de carreras de 10 carreras, con la opción de practicar fuera del modo de temporada. Antes de comenzar la carrera, el jugador puede ajustar partes de su bicicleta, como la presión de los neumáticos, las relaciones de transmisión, la suspensión y más. La carrera en sí contiene saltos variables, curvas suaves o cerradas, tierra suelta y daños reales en la bicicleta que podrían dejarlo fuera de la meta.

## Recepción
La revista alemana Power Play le dio a Motocross una puntuación del 57% en su número de septiembre de 1989. En ella se puede leer: "La jugabilidad deja algo que desear y la monotonía gráfica (prácticamente no hay variación de una pista a otra) resulta un tanto aburrida. Motocross no es un mal programa, pero no está a la altura de Grand Prix Circuit de Accolade".